# Gunnar Aasland
Gunnar Aasland (Kristiania , 1936. április 15. –) norvég bíró. Az Oslói Egyetemen diplomázott. 1979 és 2006 között a norvég Legfelsőbb Bíróság tagja volt. 2006-ban kapta meg a Szent Olaf-rendet.